# فینال جام حذفی فوتبال انگلستان ۱۸۹۹

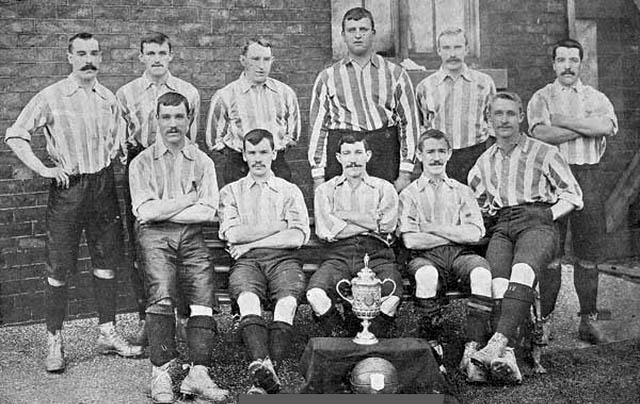
بازیکنان

فینال جام حذفی فوتبال انگلستان ۱۸۹۹، رقابت پایانی جام حذفی فوتبال انگلستان در سال ۱۸۹۹ میلادی است که مابین دو تیم باشگاه فوتبال شفیلد یونایتد و باشگاه فوتبال دربی کانتی در کریستال پالاس لندن برگزار شده‌است.
این مسابقه که در تاریخ ۱۵ آوریل ۱۸۹۹ انجام شده‌است با نتیجه ۴ بر ۱ به سود تیم باشگاه فوتبال شفیلد یونایتد به پایان رسید.